# Dustin Milligan
Pour les articles homonymes, voir Milligan.
Dustin Milligan est un acteur de cinéma, né le 28 juillet 1985 à Yellowknife, Territoires du Nord-Ouest au Canada.
Il est connu pour le rôle d'Ethan Ward dans 90210 (spin-off de la série Beverly Hills 90210) : et celui du sergent Hugo Friedkin dans Dirk Gently, détective holistique.

## Carrière
Il débute en 2004 dans les séries The Days, Dead Like Me et Andromeda.
En 2006, il joue dans la mini-série dramatique Runaway diffusée sur The CW, mais la série est annulée au bout de 9 épisodes en octobre la même année. Il débute au cinéma dans Destination finale 3, Horribilis, Agent de stars, Un long week-end et L'Effet papillon 2.
De 2008 à 2009, il est au casting de la série 90210 Beverly Hills : Nouvelle Génération.
En 2016 et 2017, il joue dans la série Dirk Gently, détective holistique.
De 2015 à 2020, il joue dans la série Bienvenue à Schitt's Creek dans le rôle de Ted Mullens.

### Vie privée
Il a été en couple avec l'actrice Jessica Stroup de 2008 à 2010),.
Depuis 2010, il est en couple avec l'actrice Amanda Crew, qu'il a rencontré sur le tournage du film Repeaters.

## Filmographie

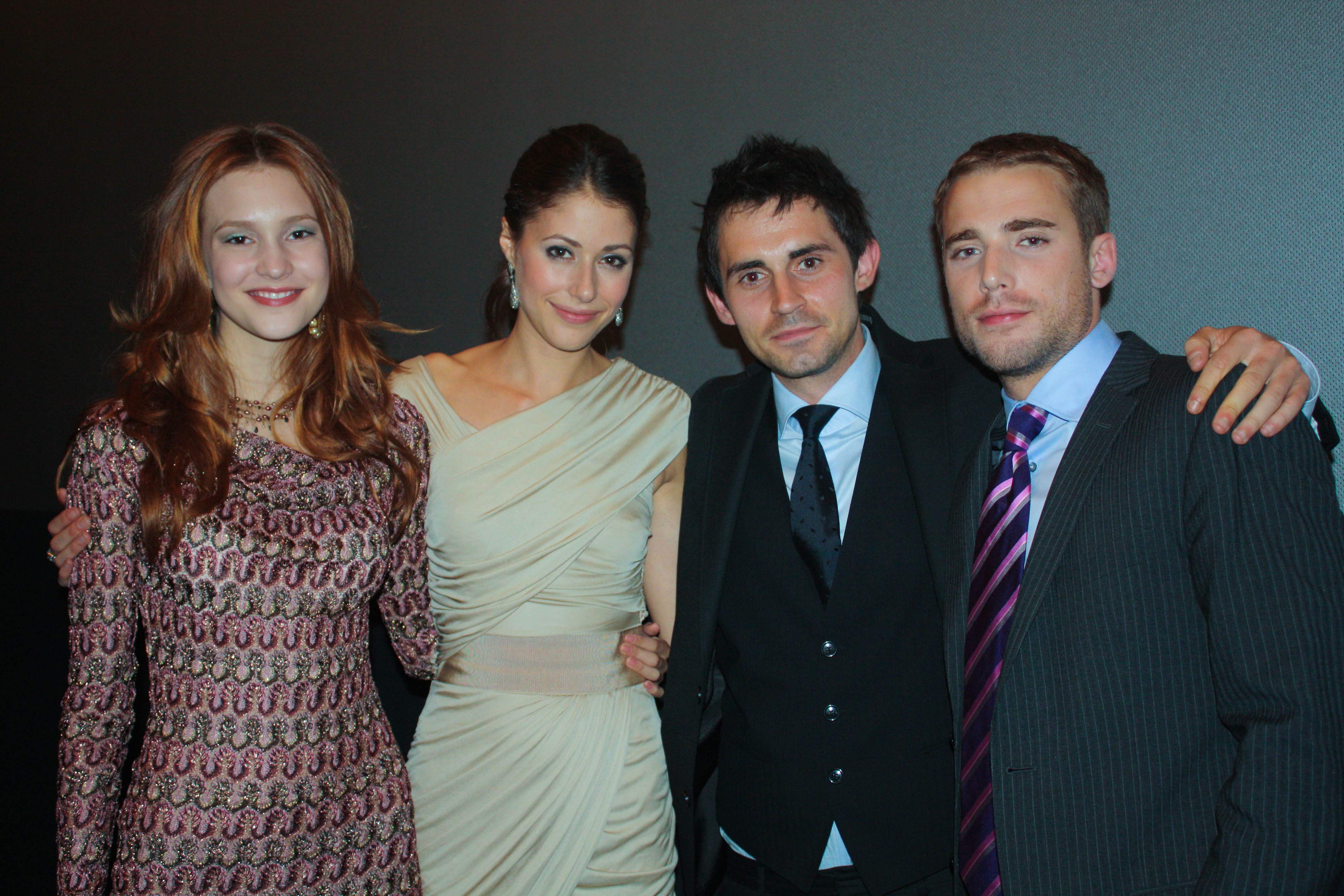
Dustin Milligan avec les autres acteurs du film à la première de Repeaters en 2011

### Cinéma

#### Longs métrages
- 2006 : Agent de stars (Man About Town) de Mike Binder : Dooley jeune
- 2006 : L'Effet papillon 2 (The Butterfly Effect 2) de John R. Leonetti : Trevor Eastman
- 2006 : Un long week-end (The Long Weekend) de Pat Holden : Ed à 14 et 15 ans
- 2006 : Destination finale 3 (Final Destination 3) de James Wong : Marcus
- 2006 : Horribilis (Slither) de James Gunn : Le garçon qui dessine
- 2007 : Les Messagers (The Messengers) des Frères Pang : Bobby
- 2007 : Le Chantage (Butterfly on a Wheel) de Mike Barker : Matt Ryan
- 2007 : Au pays des femmes (In the Land of Women) de Jon Kasdan : Eric Watts
- 2009 : Essence (Extract) de Mike Judge : Brad
- 2010 : Repeaters de Carl Bessai : Kyle Halsted
- 2010 : Eva (en) d'Adrian Popovici : Lucien
- 2010 : Gunless (en) de William Phillips (en) : Caporal Jonathan Kent
- 2011 : Shark 3D de David Richard Ellis : Nick
- 2011 : Haute Tension (The Entitled) d' Aaron Woodley (en) : Nick Nader
- 2011 : Wannabe Macks de Brad Patterson : CJ
- 2011 : Sisters & Brothers (en) de Carl Bessai : Rory
- 2013 : La Légende de Sarila (The Legend of Sarila ) de Nancy Florence Savard : Markussi (voix anglaise)
- 2013 : Ferocious de Robert Cuffley : Callum Beck
- 2014 : Sequoia d' Andy Landen (en) : Ogden
- 2014 : Primary de Ross Ferguson : Nicholas (également producteur)
- 2014 : No Clue (en) de Carl Bessai : Danny
- 2014 : Bad City de Carl Bessai : Détective Révérend Grizzly Night-Bear (également producteur exécutif)
- 2015 : Demonic de Will Canon : John
- 2015 : Me Him Her (en) de Max Landis : Cory
- 2015 : Almost Anything de Torre Catalano (en) : Un homme
- 2016 : Last Call (A Family Man) de Mark Williams : Sumner
- 2018 : L'Ombre d'Emily (A Simple Favor) de Paul Feig : Chris
- 2022 : Mack and Rita de Katie Aselton : Jack
- 2022 : The People We Hate at the Wedding de Claire Scanlon : Dennis
- 2024 : Mon bel homme de neige  : Jack

#### Courts métrages
- 2006 : Nostalgia Boy de Michael Meinhardt : Nostalgia Boy
- 2010 : Tossers de Terri Anne Taylor et Andrew McIlroy : Jimmy "The Lace" Santino

### Télévision

#### Séries télévisées
- 2004 : The Days : Steve Colter (saison 1, épisodes 5 et 6)
- 2004 : Dead Like Me : Joey (saison 2, épisode 10)
- 2004 : Andromeda (Gene Roddenberry's Andromeda) : Lon (saison 5, épisode 8)
- 2005 : Da Vinci's City Hall (en) : Chad Markowitz (saison 1, épisode 3)
- 2006 : Dead Zone (The Dead Zone) : Randy (saison 5, épisode 3)
- 2006 : Runaway : Henry Rader
- 2006 : Alice, I Think (en) : Mark Conners (saison 1, épisode 8)
- 2008 : Supernatural : Alan J. Corbett (saison 3, épisode 13)
- 2008 - 2009 : 90210 Beverly Hills : Nouvelle Génération (90210) : Ethan Ward
- 2012 : Call Me Fitz : Barry O'Neil (saison 3, épisode 6)
- 2013 : Motive : Felix Hausman (saison 1, épisode 10)
- 2015 : Silicon Valley : Blaine (saison 2, épisode 6)
- 2015 - 2016 : X Company : Tom Cummings
- 2015 - 2020 : Bienvenue à Schitt's Creek (Schitt's Creek) : Ted Mullens
- 2016 - 2017 : Dirk Gently, détective holistique (Dirk Gently's Holistic Detective Agency) : Sergent Hugo Friedkin
- 2018 : Blindspot : Lincoln (saison 4, épisode 3)
- 2019 : Into the Dark : Gavin (saison 2, épisode 3)
- 2020 - 2023 : L'Agent Jean : Jon Le Bon (voix anglophone)
- 2021 - 2022 : Rutherford Falls : Josh Carter
- 2023 : Fubar : Kyle (saison 1, épisode 5)

#### Téléfilms
- 2004 : Le Parfait Amour (Perfect Romance) de Douglas Barr : Un rappeur
- 2005 : Un mariage à l'épreuve (Hush) de Harvey Kahn : Billy
- 2005 : A Perfect Note de Damon Vignale (en) : Ripper
- 2006 : 8 jours pour mon fils (Eight Days to Live) de Norma Bailey : Joe Spring
- 2012 : Rendez-vous à Noël (Love at the Christmas Table) de Rachel Goldenberg : Sam Reed

### Clips
- 2013 : Demi Lovato : Made in the USA

## Distinctions

### Récompenses
- Santa Monica Independent Film Festival 2014 : Lauréat de la Mention Honorable du meilleur premier film pour Primary partagé avec Vince Prokop et Ross Ferguson.
- WorldFest Houston 2014 : Lauréat du Prix Bronze Remi du meilleur premier film pour Primary partagé avec Vince Prokop et Ross Ferguson

### Nominations
- Prix Écrans canadiens 2015 : Meilleur acteur dans un second rôle dans une série télévisée comique pour Schitt's Creek
- Gold Derby Awards 2015 : meilleur acteur comique invité dans une série télévisée comique pour Schitt's Creek
- IGN Summer Movie Awards 2019 : meilleure distribution TV dans une série télévisée comique pour Schitt's Creek partagé avec Eugene Levy, Catherine O'Hara, Dan Levy, Annie Murphy, Chris Elliott, Emily Hampshire, Jennifer Robertson, Sarah Levy, Karen Robinson et Noah Reid
- Gold Derby Awards 2020 : meilleur acteur invité comique dans une série télévisée comique pour Schitt's Creek
- International Online Cinema Awards 2020 : meilleur acteur invité dans une série télévisée comique pour Schitt's Creek
- Screen Actors Guild Awards 2020 : Meilleure distribution pour une série comique pour Schitt's Creek partagé avec Chris Elliott, Emily Hampshire, Dan Levy, Eugene Levy, Sarah Levy, Annie Murphy, Catherine O'Hara, Noah Reid, Jennifer Robertson et Karen Robinson.